# Нанайцы

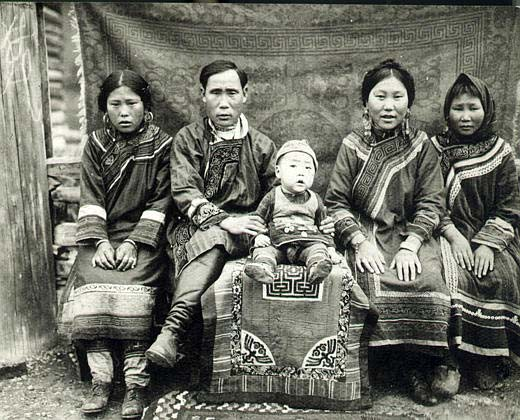
Семья нанайцев, 1-я пол. XX в.

Нана́йцы (нан. нани, хэдзэни; кит. трад. 赫哲族, пиньинь hèzhézú; устар. го́льды) — коренной малочисленный народ Дальнего Востока, проживающий по берегам Амура и его притоков Уссури и Сунгари в России и Китае.

## Названия
Слово «нанай» растолковывается как «на» — земля, «най» — человек, человек земли. В прошлом нанайцы были известны в литературе на русском и других европейских языках как гольды. В Китае нанайцы известны как хэчжэ (кит. упр. 赫哲族, пиньинь Hèzhé zú). Самоназвание «низовых» (живущих ниже Найхина по течению Амура) нанайцев — «нани» — является также самоназванием ульчей. А нанайцы, проживающие выше Найхина по течению Амура, часто называют себя по-нанайски «хэдзэ(ни)», что можно перевести как «живущие ниже по течению» (видимо, по отношению к нанайцам Китая и маньчжурам) и составляет некоторый парадокс, потому что для значительной части нанайцев это сейчас как раз «верховые» нанайцы.

## Антропологический тип
Нанайцы являются носителями байкальского антропологического типа с небольшой примесью севернокитайского антропологического компонента.

## Генетика
В генофондах двух самых крупных кланов (родовых объединений) нанайцев — бельды и самар — преобладает специфичная для Приамурья Y-хромосомная гаплогруппа N3a6. Датировки кластеров сети Y-STR гаплотипов показывают, что клан самар (1400 ± 500 лет) может быть «старше» клана бельды (800 ± 500 лет). Y-хромосомный генофонд бельды на 98 % состоит из трёх гаплогрупп: N3, C2 и О. Y-хромосомный генофонд бельды на 84 % состоит из гаплогруппы N3a6, на гаплогруппы О1b, С2b1a и J2a1a приходятся остальные 16 % генофонда. Три четверти представителей нанайского рода Киле относятся к Y-хромосомной гаплогруппе С-М48, доля которой в основной популяции нанайцев в четыре раза ниже (в среднем 18 %). Основная часть представителей рода Киле относится к субкладу С-Z40445 (67 %), а единичные представители — к субкладам С-B470 и C-B80. Преобладающая у нанайцев Y-хромосомная гаплогруппа N3a6-B479 крайне редка у представителей рода Киле — 6 %.

## История

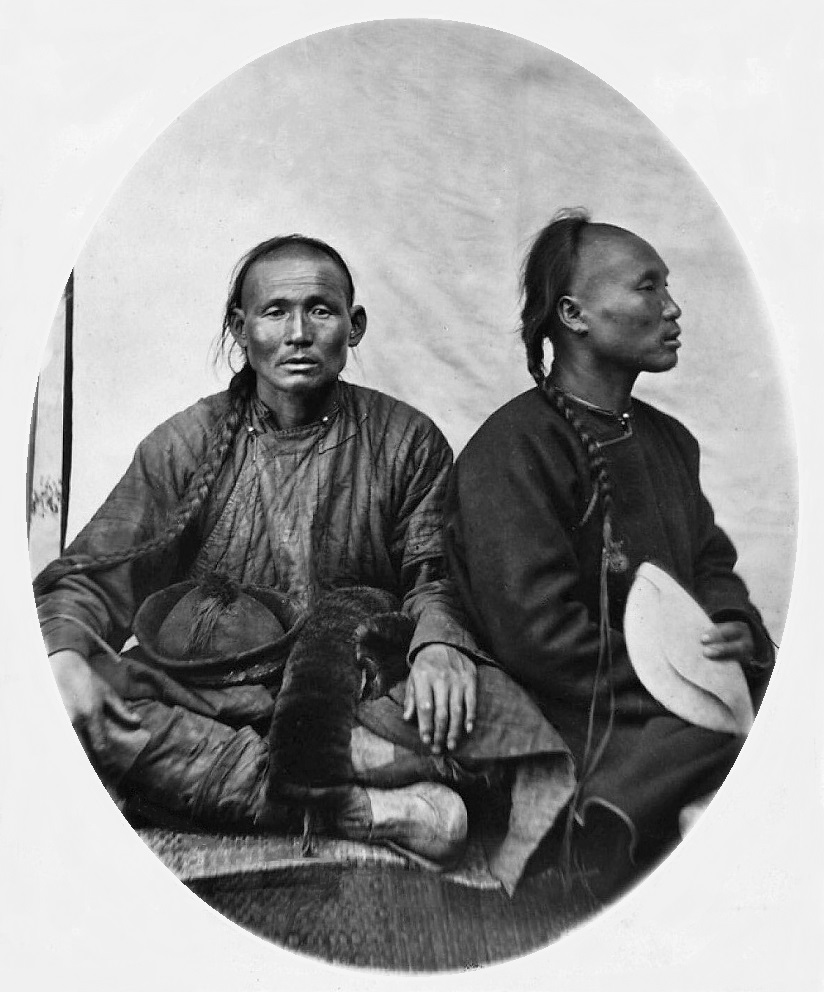
Гольды с верховьев Уссури, фото 1870-х гг.

Первая информация о расселении коренных народов бассейна Амура появилась в России в середине XVII века, во времена походов Хабарова и других землепроходцев. По мнению историка Б. П. Полевого, дючеры, жившие в низовьях Сунгари и по Амуру в районе устьев Сунгари и Уссури, были нанайцами. Однако более общепринятым и по сей день остаётся высказывавшееся в XIX в. мнение, что дючеры были потомками или близкими родственниками чжурчжэней, а нанайцы вероятно были известны землепроходцам как «ачаны» и «натки», и распространились в районы, прежде заселённые землепашцами-дючерами, лишь после переселения дючеров китайскими властями в глубину Маньчжурии во второй половине 1650-х годов.
В мобилизацию 2022 г. коренные народы не могли воспользоваться законом «Об альтернативной гражданской службе» и своим правом заменять военную службу на альтернативную. Так пострадали нанайцы — их в России около 10 тысяч человек. Только из этнического села Дада было призвано 40 человек — практически всё молодое население.

## Культура

### Роль собаки в духовной культуре
Проведённое исследование показывает огромную роль собаки в духовной культуре нанайцев. В традиционной культуре нанайцы осознавали мир с мифологических и анимистических позиций. Образ собаки в мифологии тесно связан с человеком. Например, образ мифической Железной Собаки (суки) расценивается как женский и обладает положительными и отрицательными свойствами. Нередко этот образ является одним из основных персонажей преданий о происхождении нанайских родов, что показывает его архаичность.
В шаманстве наиболее значительным представляется сверхъестественный образ собаки помощника и покровителя шамана. С её помощью шаманом осуществлялась поисковая работа потерянной или украденной души человека.
Анализ промысловой обрядности, шаманства, ритуалов жизненного цикла, показывает, что образ собаки имеет в своей основе древние амурские корни. Представления нанайцев, связанные с собакой, отражают присущие ей с древних времён функции охранителя и защитника своего хозяина. Они отражались практически во всех проявлениях традиционной культуры: в ритуалах жизненного цикла, шаманстве и промысловых культах.
В целом, анализ этнокультурных особенностей нанайского собаководства показывает, что образ и роль собаки в различных аспектах собаководства и, шире, культуры нанайцев, позволяет использовать её в качестве этноидентифицирующего маркера, проследить этническую гомогенность нанайского этноса.

## Места проживания

Расселение нанайцев в ДФО по городским и сельским поселениям в %, перепись 2010 г.

Музей в национальном селе Сикачи-Алян Хабаровского района

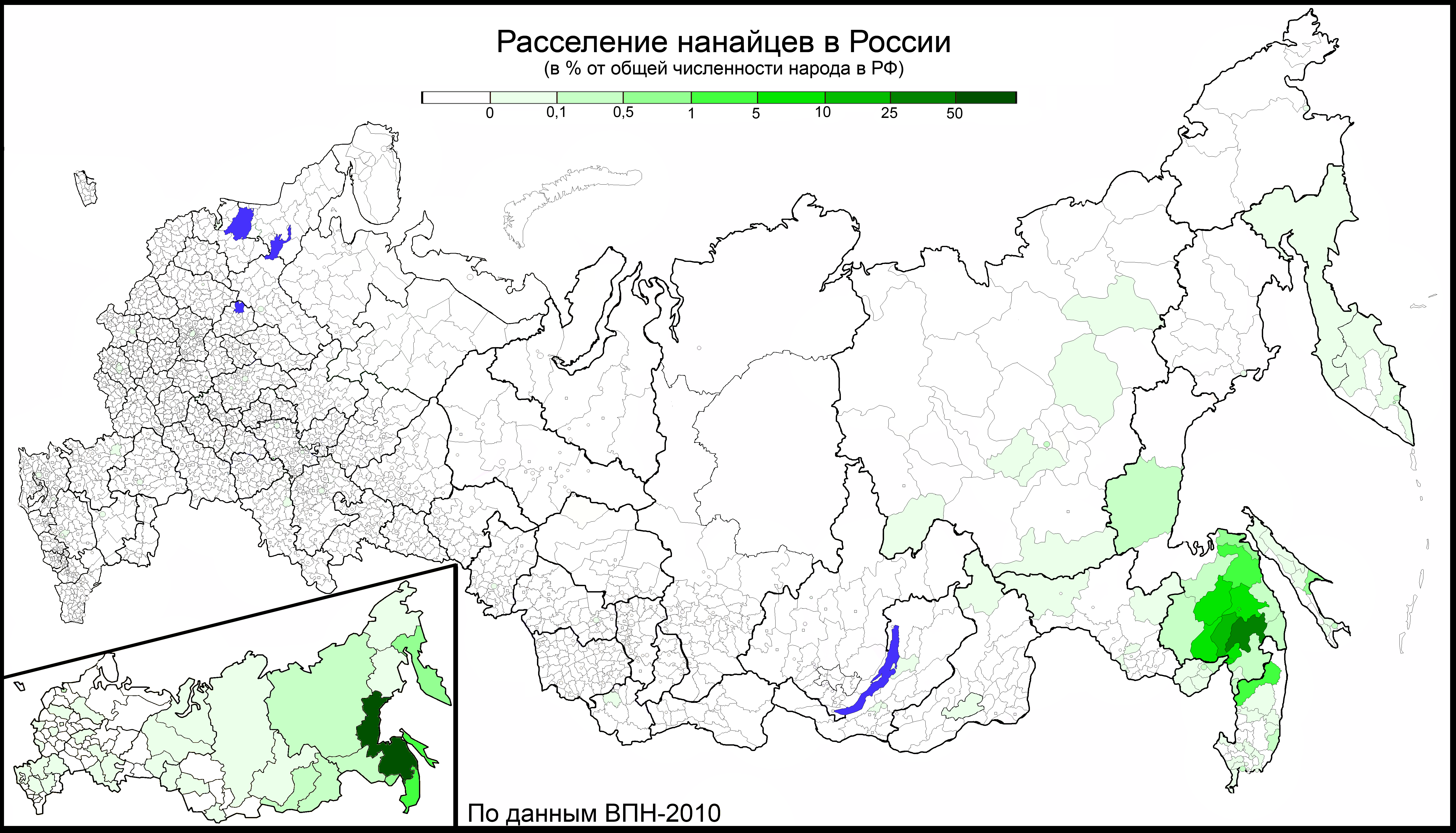
Расселение нанайцев в РФ на 2010 год в % от общей численности этого народа в РФ

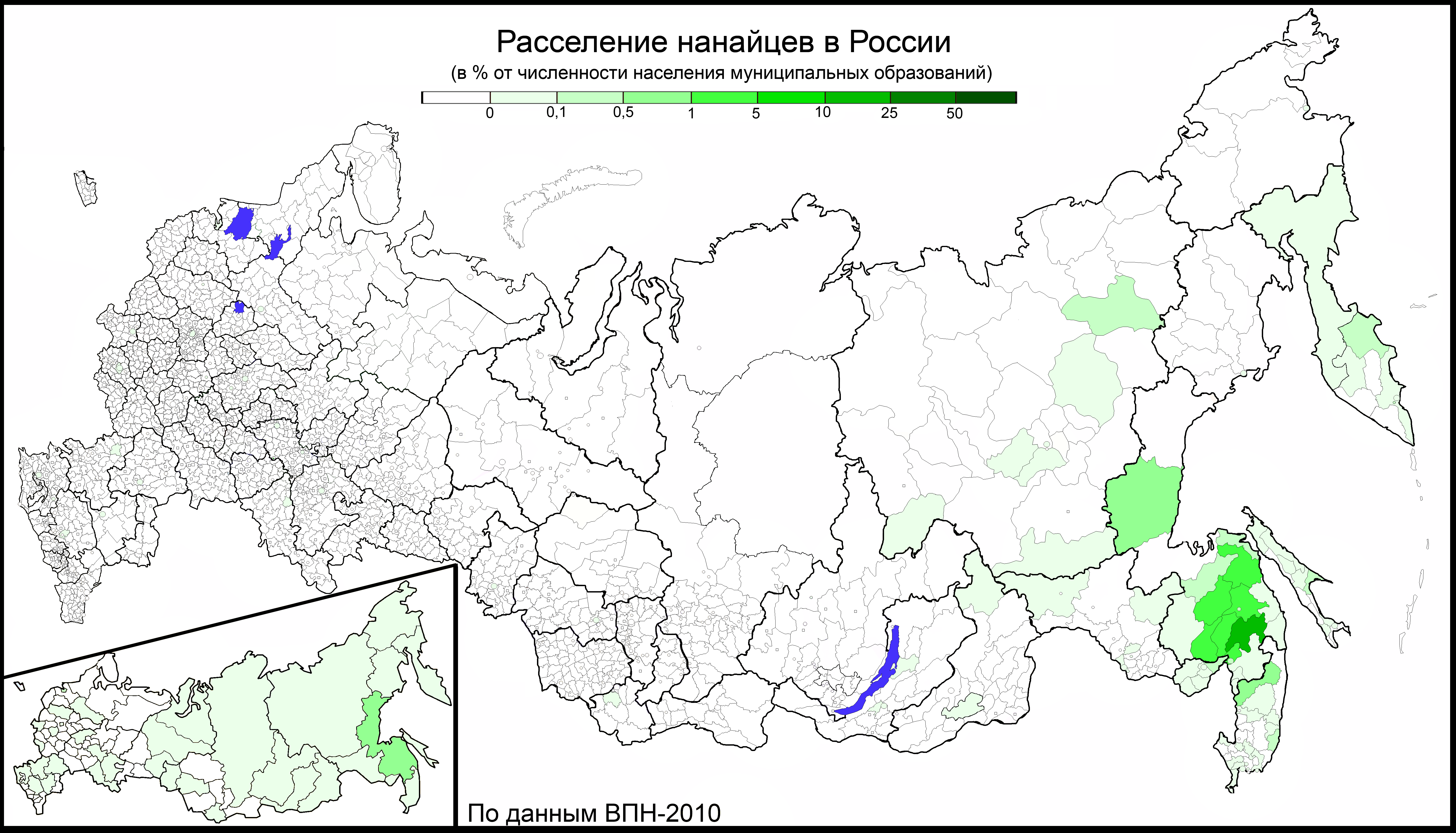
Расселение нанайцев в РФ на 2010 год в % от численности населения муниципальных образований

Пекинский договор 1860 г., сделав реки Амур и Уссури государственной границей, разделил район проживания нанайцев между Россией и Китаем.
Большинство нанайцев России (92,29 %) проживает в Хабаровском крае (10 771 чел., из них 3950 чел. в Нанайском районе). Нанайские деревни расположены по обоим берегам среднего Амура (примерно от Хабаровска до Комсомольска-на-Амуре) и на его притоках, а также на российском (восточном) берегу Уссури (Пожарский район Приморского края).
В Китае (провинция Хэйлунцзян) нанайцы проживают на правом берегу Амура между устьями Сунгари и Уссури (уезды Тунцзян и Фуюань городского округа Цзямусы) и на левом берегу Уссури (уезд Жаохэ городского округа Шуанъяшань).
Численность нанайцев в СССР составляла в 1989 г. по данным переписи 12 023 человека, из них в РСФСР — 11 883. По переписи населения России 2002 г. — 12 160 человек. В Китае по переписи 2000 г. проживало 4600 нанайцев.
Численность нанайцев в России:
Численность нанайцев в населённых пунктах в 2002 г.:
Хабаровский край:
- город Комсомольск-на-Амуре 986
- город Амурск 771
- город Хабаровск 768
- село Даерга 629
- село Джуен 466
- село Найхин 460
- село Ачан 445
- село Джари 439
- село Верхний Нерген 394
- посёлок Синда 391
- село Троицкое 385
- село Кондон 384
- село Лидога 359
- село Дада 351
- село Вознесенское 300
- село Омми 281
- село Нижние Халбы 249
- село Сикачи-Алян 232
- село Бельго 212
- село Маяк 130
- село Улика-Национальное 126
- село Верхняя Эконь 111
- пгт Эльбан 110
- село Усть-Гур 100
- город Советская Гавань 44

Приморский край:
- село Красный Яр 103

## Динамика численности нанайцев (по данным всекитайских переписей населения)
- 1964 год — 0,71 тыс. чел.[22]
- 1982 год — 1,48 тыс. чел.[22]
- 1990 год — 4,25 тыс. чел.[22]
- 2000 год — 4,64 тыс. чел.[22]
- 2010 год — 5,35 тыс. чел.[22]
- 2020 год — 5373 чел.[23]

## Язык
Нанайский язык относится к группе тунгусо-маньчжурских языков. В России используется письменность на основе кириллицы, в Китае практически бесписьменный (отдельные издания, обсуждающие язык, используют пиньинь для транскрипции).

## Нанайские административно-территориальные образования
Нанайские административно-территориальные образования в настоящее время (2011) имеются в России и Китае. В России к ним относится Нанайский район.
В Китае к эвенкийским АТО относятся три национальных волости в Хэйлунцзяне.

### Хэйлунцзян

#### 1. Городской округЦзямусы
- городской уезд Тунцзян
  - Бача-Нанайская национальная волость (八岔赫哲族乡)
  - Цзецзинькоу-Нанайская национальная волость (街津口赫哲族乡)

#### 2. Городской округШуанъяшань
- уезд Жаохэ
  - Сыпай-Нанайская национальная волость (四排赫哲族乡)

## Родовое деление
Сегодня насчитывается 30 нанайских родов-фамилий:
| 1. Аимка                                                           |  | 11. Заксор          | 22. Сайгор (Сойгор)                          |
| 2. Актанка (Ахтанка)                                               |  | 12. Киле 13. Киля   | 23. Самар (к концу XIX в. около 400 человек) |
| 3. Бельды (к концу XIX в. около тысячи человек и включал 47 родов) |  | 14. Моринкан        | 24. Сарголь (Соргол)                         |
| 4. Гайер (Гаер)                                                    |  | 15. Наймука         | 25. Тумали                                   |
| 5. Гахил (Гахир)                                                   |  | 16. Нуер            | 26. Удинкан                                  |
| 6. Гейкер (Гэйкэр)                                                 |  | 17. Одзял           | 27. Уксуменка                                |
| 7. Дер                                                             |  | 18. Ойтанко         | 28. Хайтанин                                 |
| 8. Дзяпи                                                           |  | 19. Оненко          | 29. Ходжер                                   |
| 9. Дигор                                                           |  | 20. Поссар (Пассар) | 30. Юкаминкан                                |
| 10. Донкан                                                         |  | 21 Перменко         | 31. Юкомзан                                  |

## Известные нанайцы
- Кола Бельды (1929—1993) — эстрадный певец, заслуженный артист РСФСР.
- Григорий Ходжер (1929—2006) — нанайский писатель. Лауреат Государственной премии им. М. Горького (1973).
- Максим Александрович Пассар (1923—1943) — снайпер, участник Великой Отечественной войны, Герой Российской Федерации (16.02.2010, посмертно).
- Андрей Александрович Пассар (1925—2013) — поэт.
- Александр Падалиевич Пассар (1922—1988) — Герой Советского Союза (23.08.1944), разведчик.
- Сулунгу Николаевич Оненко (1916—1985) — участник Великой Отечественной войны, кандидат филологических наук, автор академического нанайско-русского словаря, похоронен в Новосибирске.
- Владимир Семёнович Заксор (1931—1971) — писатель.
- Понгса Константинович Киле — поэт-песенник.
- Пётр Киле — писатель.
- Аким Дмитриевич Самар (1916—1943) — первый нанайский писатель.
- Хань Гэн (род. 1984) — бывший участник группы Super Junior. Сейчас занимается сольной карьерой в Китае.
- Дерсу Узала (1849—1908) — охотник, нанаец (гольд), всю жизнь проживший в тайге. Сопровождал в экспедиции топографа Арсеньев в 1902—1907 годах.

## Галерея

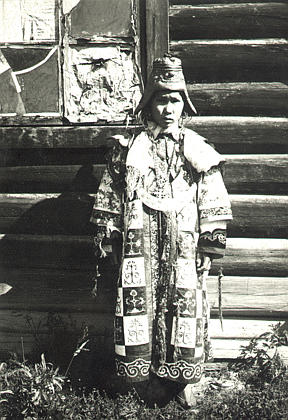
Нанайская девушка
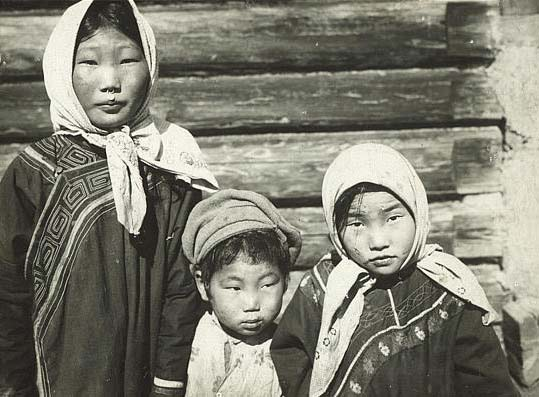
Нанайские дети
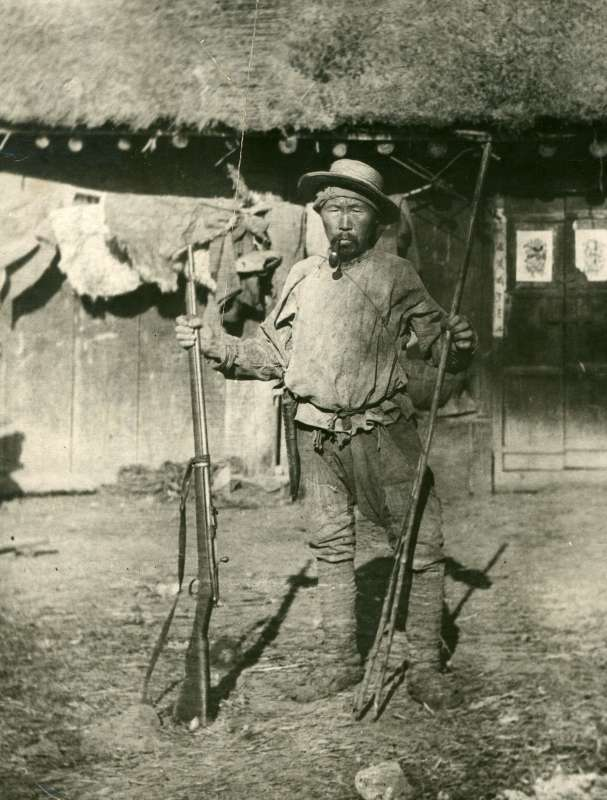
Дерсу Узала
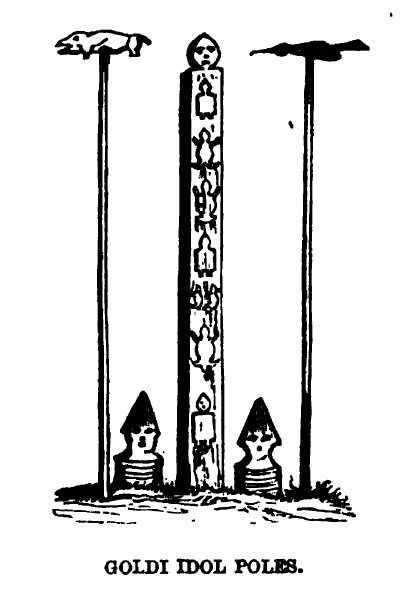
Нанайские идолы (рисунок Маака, 1850-е гг.)
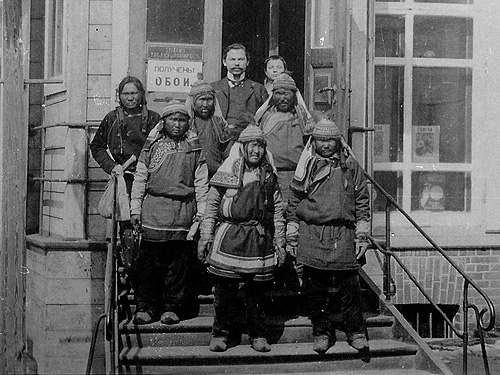
Нанайцы и работники магазина «Кунст и Альберс»
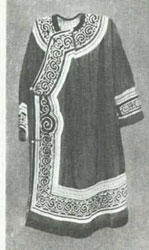
Нанайский женский костюм
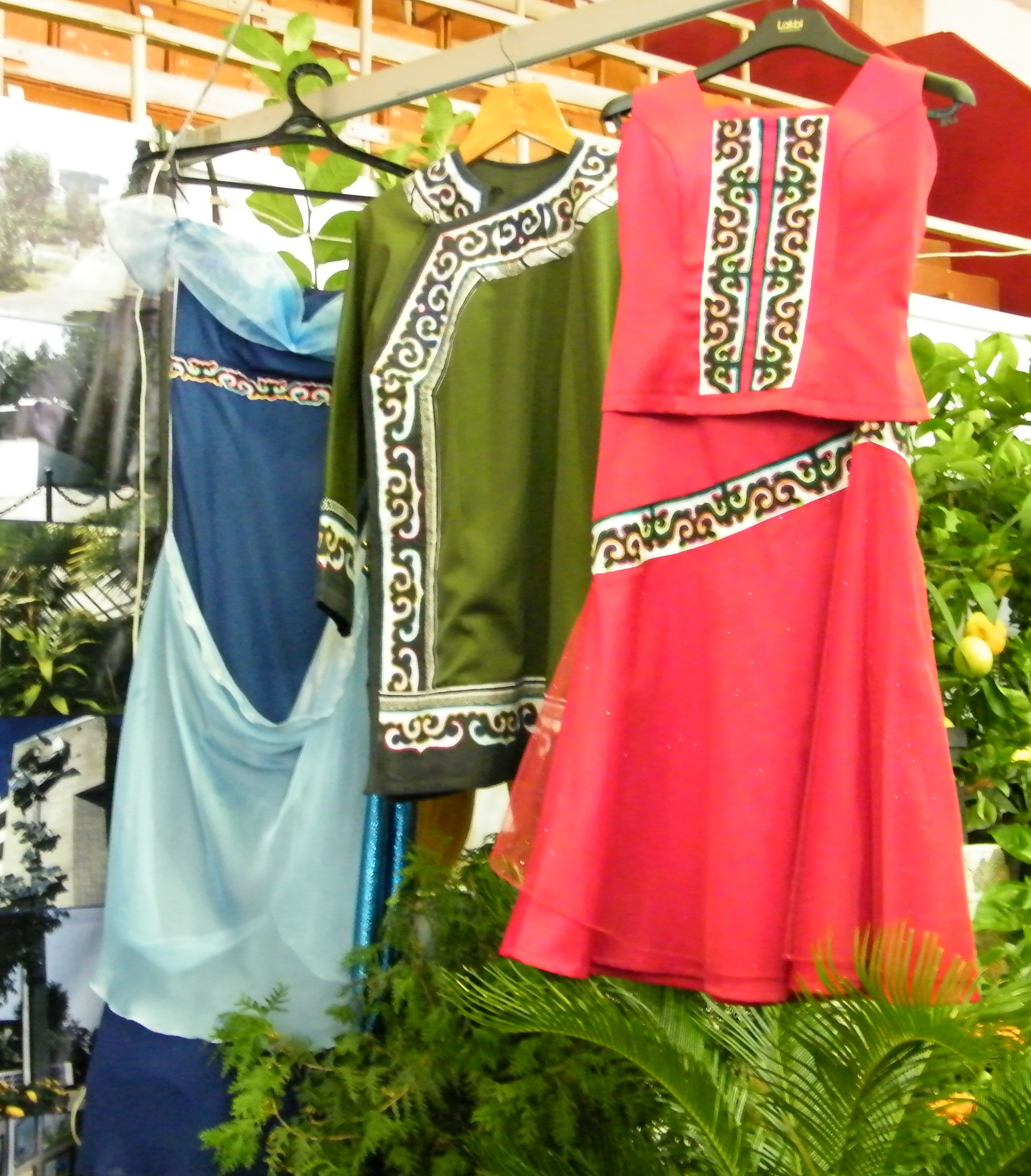
Современная женская одежда в национальном стиле
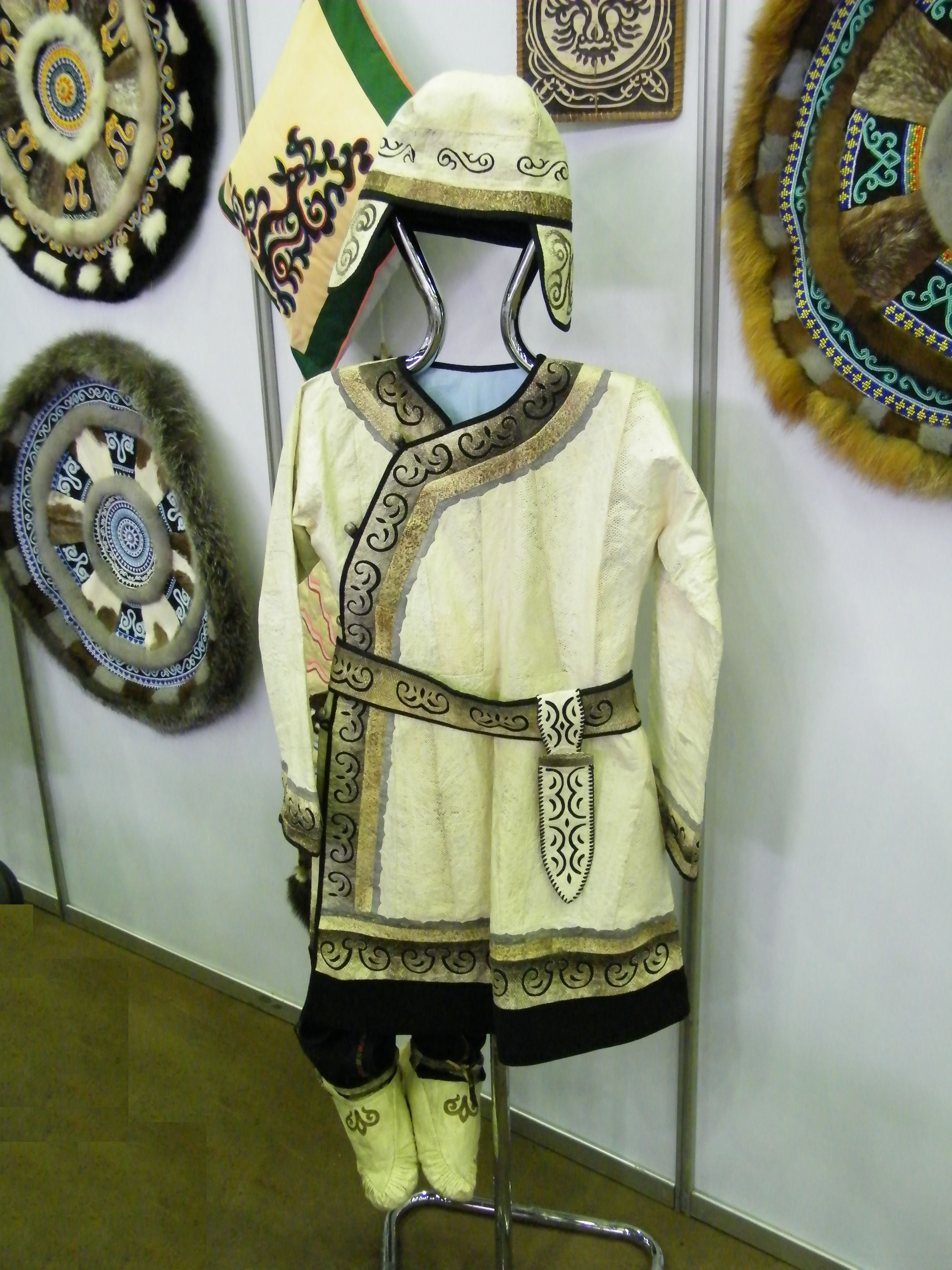
Нанайский мужской костюм из рыбьей кожи
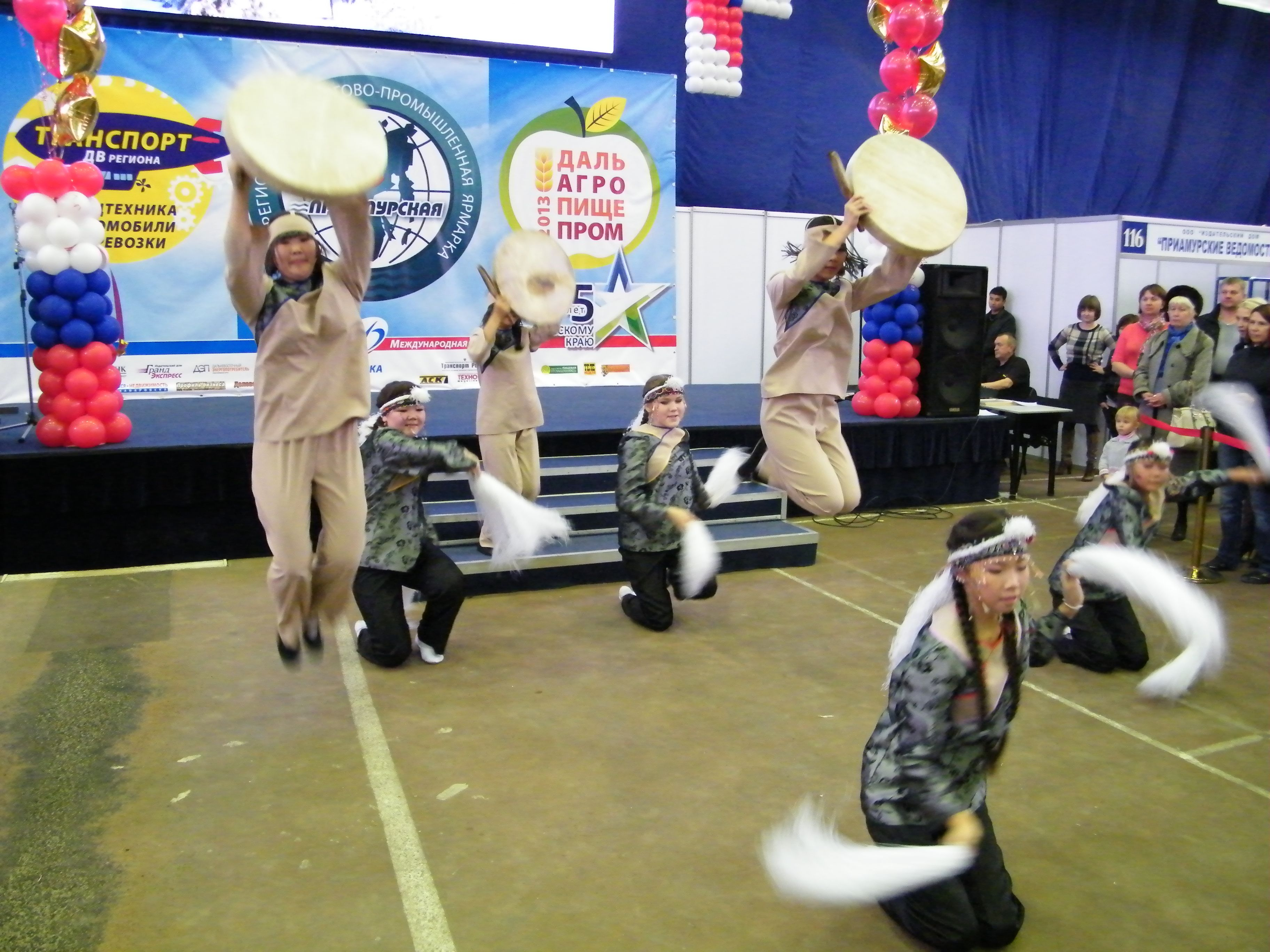
Детский хореографический ансамбль, Нанайский район
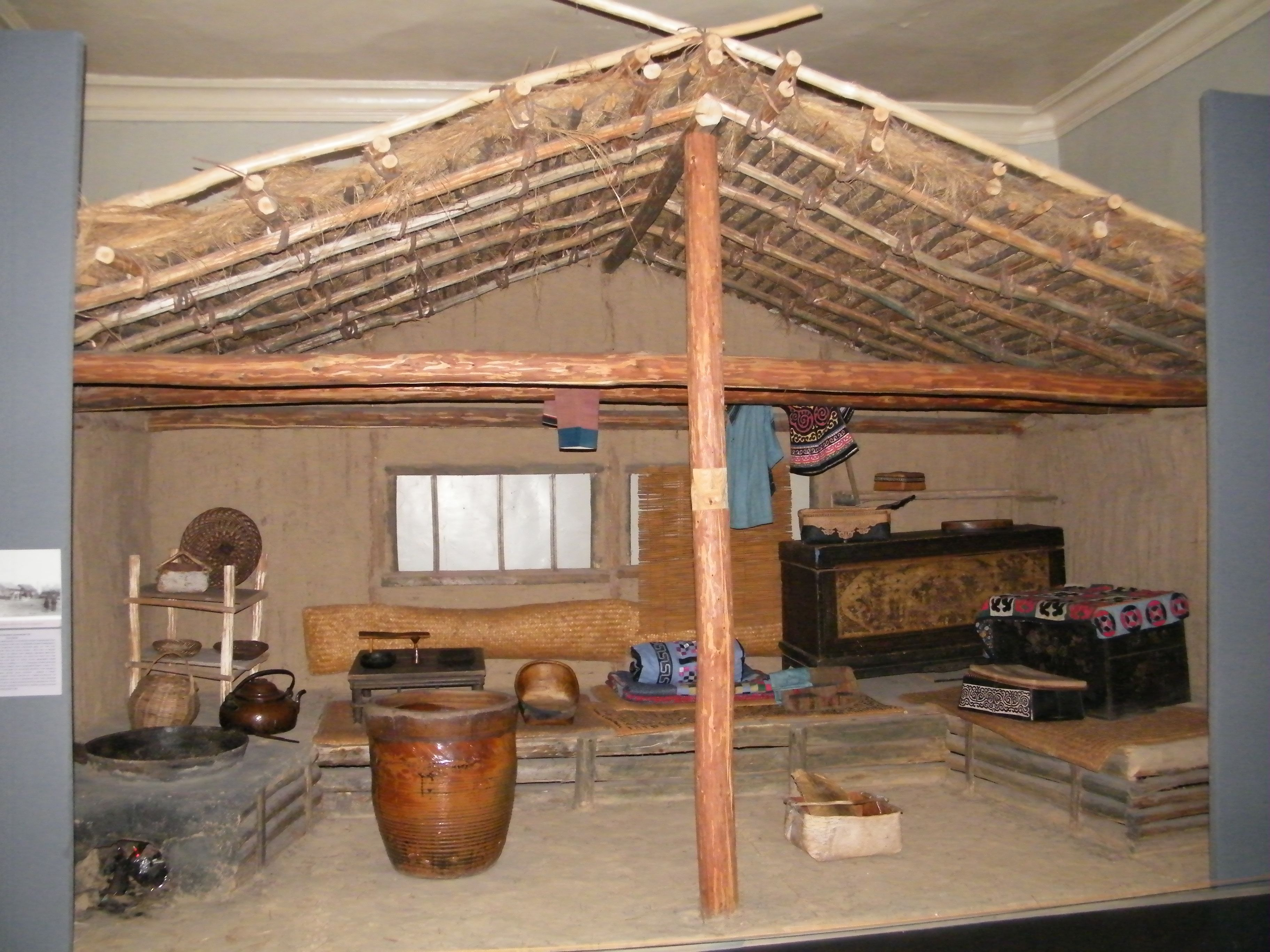
Интерьер традиционного зимнего нанайского жилища. Для обогрева и приготовления пищи предназначен кан. Хабаровский краевой музей имени Н. И. Гродекова
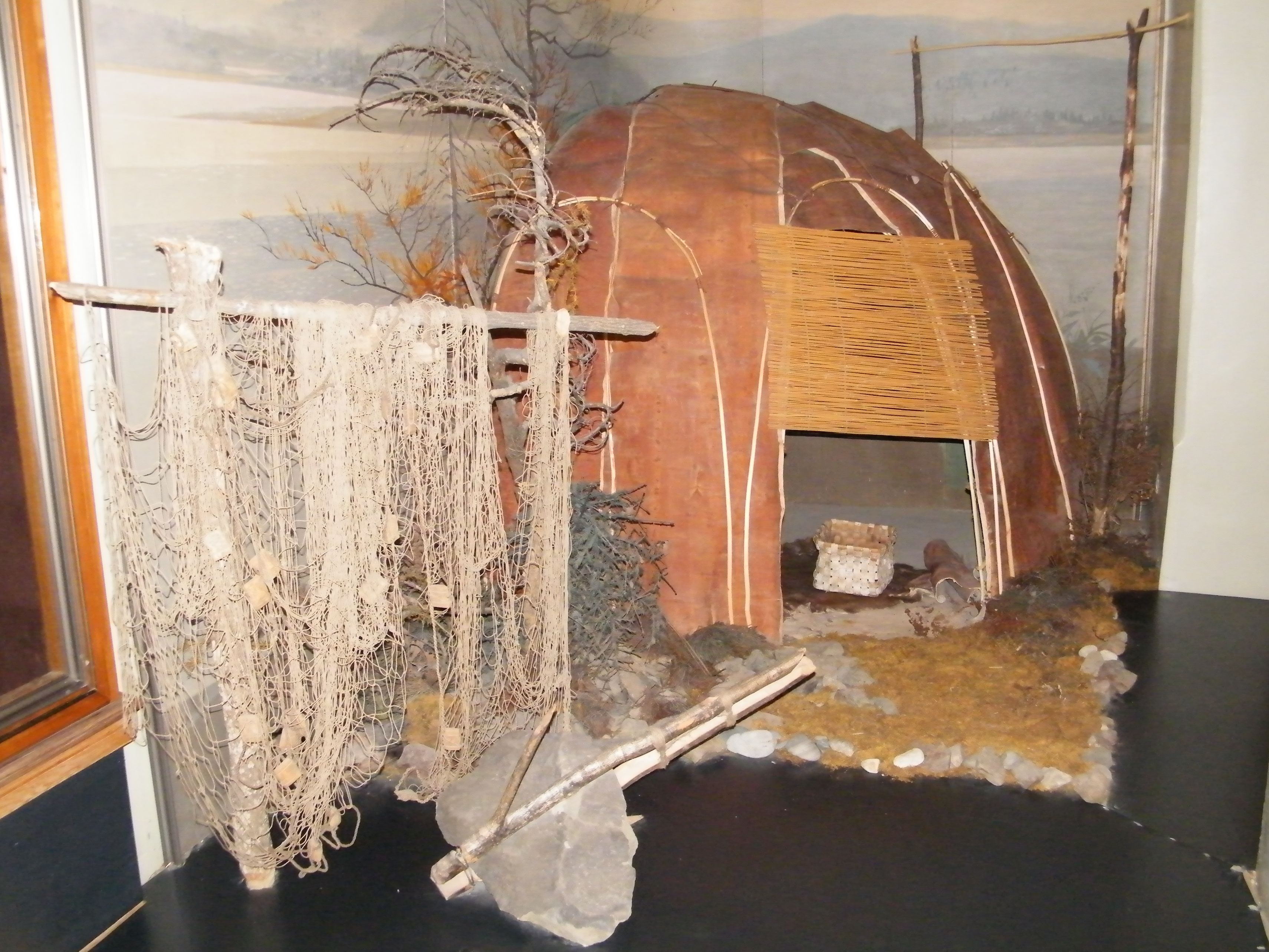
Летнее нанайское жилище из бересты и ивовых прутьев. На заднем плане — вешала́ для ю́колы, спереди — рыбацкие сети и деревянный якорь. Хабаровский краевой музей имени Н. И. Гродекова
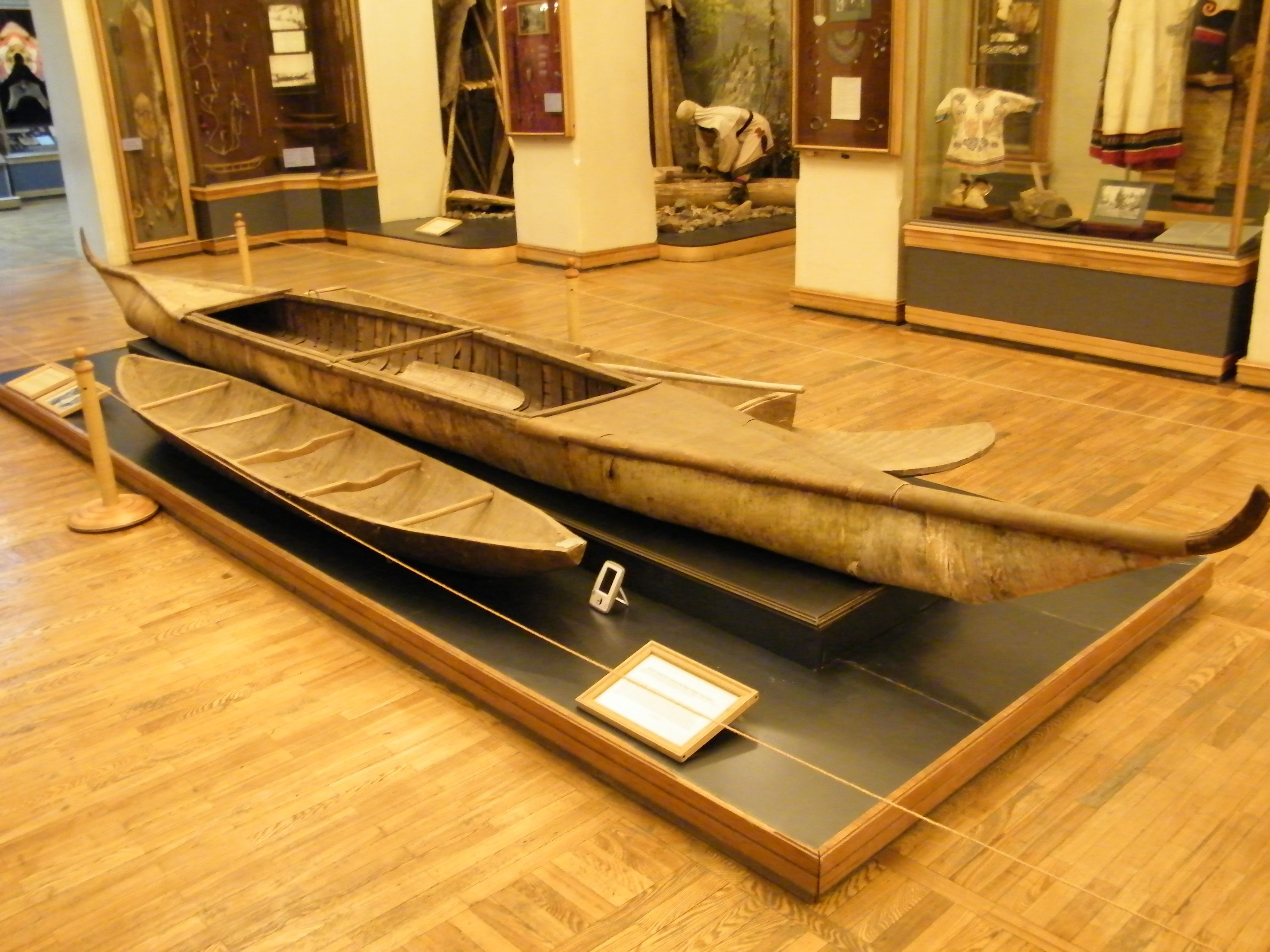
Нанайские оморочки, на заднем плане — удэгейский бат. Хабаровский краевой музей имени Н. И. Гродекова